# 大鰐弘前インターチェンジ
大鰐弘前インターチェンジ（おおわにひろさきインターチェンジ）は、青森県南津軽郡大鰐町と弘前市の市町境にある東北自動車道のインターチェンジ。大鰐町・弘前市・板柳町などの最寄りインターチェンジである。
弘前市と南津軽郡大鰐町の境にあるが、平川市の境が近くにあり、東北自動車道が弘前市を通過するのは石川地区のおよそ2 - 3 kmのみである。また、インターチェンジそのものもほとんどが大鰐町にあり、国道7号への接続部分のみ弘前市である。
当ICから松尾八幡平、盛岡方面は、トンネルや急カーブ、急勾配の坂が連続するため、西根ICまで通常の最高速度が80 km/hに制限されている。

## 道路

### 本線
- E4 東北自動車道（51番）

### 接続する道路
- 国道7号（石川バイパス）

## 料金所
- ブース数：4

### 入口
- ブース数：2
  - ETC専用：1
  - 一般：1

### 出口
- ブース数：2
  - ETC専用：1
  - 一般：1

## 周辺
- 弘前市立石川中学校
- 弘前市立石川小学校
- 温水プールいしかわ
- 弘南鉄道大鰐線石川プール前駅
- 道の駅ひろさき
- 大仏公園
- 大鰐温泉
- 大鰐温泉駅

## 隣
E4 東北自動車道
(50) 碇ヶ関IC - 阿闍羅PA - (51) 大鰐弘前IC - 津軽SA - (52) 黒石IC